# Caso Costa contra ENEL
El caso Costa contra ENEL (Ente Nazionale Energía Elettrica) fue un fallo trascendental del Tribunal de Justicia de las Comunidades Europeas, emitido en forma de sentencia el 15 de julio de 1964, que estableció la primacía del derecho de las Comunidades Europeas sobre la legislación de sus estados miembros.

## Antecedentes
El señor Costa era un ciudadano italiano que había sido dueño de acciones de una empresa de electricidad, y se opuso a la nacionalización del sector eléctrico en Italia. Se negó a pagar la factura de la electricidad —que ascendía a 1925 liras (€ 0,99)— en protesta, y fue demandado por el incumplimiento del pago por la empresa estatal recientemente creada, ENEL. En su defensa argumentó que la nacionalización de la industria eléctrica violaba el Tratado de Roma y la Constitución de la República Italiana. El juzgado italiano, el Giudice Conciliatore de Milán, remitió el caso a la Corte Constitucional de Italia y después al Tribunal de Justicia de la Unión Europea.
La Corte Constitucional italiana dictó sentencia en marzo de 1964, fallando que si bien la Constitución de Italia permitía la limitación de soberanía para organizaciones internacionales como la Comunidad Económica Europea, eso no afectaba al principio básico de la interpretación de la ley en la que cuando dos leyes coliden, prevalece la posterior en el tiempo (lex posterior derogat legi anteriori/priori). Por lo tanto, el Tratado de Roma —que fue ratificado por Italia en 1958— no podía prevalecer sobre la ley de nacionalización del sector eléctrico, que se promulgó en 1962.
Habida cuenta de la decisión del tribunal constitucional, el gobierno italiano alegó ante el Tribunal de Justicia de la Unión Europea que la petición del tribunal italiano de una decisión preliminar del Tribunal de Justicia de la Unión Europea era inadmisible por la razón de que el tribunal italiano no estaba facultado para inaplicar la ley nacional en cuestión, un dictamen preliminar no serviría a ningún propósito válido.

## Sentencia
La Corte falló parcialmente a favor del gobierno debido a que la norma relevante del Tratado de Roma sobre un mercado sin intervención, fue algo en lo que la Comisión por sí sola podría desafiar al gobierno italiano. Como un individuo, Costa no tenía legitimación para impugnar la decisión, porque esa disposición del Tratado no tiene efecto directo.
Sin embargo, en el tema lógicamente previo de la capacidad de Costa de plantear una cuestión de derecho comunitario contra un gobierno nacional en un proceso legal ante los tribunales de dicho estado miembro, el TJUE discrepó con el gobierno italiano.> Se dictaminó que la legislación comunitaria no sería eficaz si Costa no hubiera podido impugnar la legislación nacional sobre la base de su supuesta incompatibilidad con el derecho comunitario:

Se deduce del conjunto de estas observaciones que el derecho derivado del tratado, una fuente independiente del derecho, no podría —debido a su específica naturaleza original— ser invalidado por las disposiciones de derecho interno, no obstante enmarcadas, sin ser privados de su carácter de derecho comunitario y sin que la base jurídica de la propia comunidad se pusiera en tela de juicio.

Este caso es otra confirmación de que en virtud del artículo 267 del Tratado de Funcionamiento de la Unión Europea, un tribunal tiene la obligación de remitir los casos que hayan llegado a la instancia más alta de apelación en sus respectivos países, si se tratara de una cuestión de aplicación del derecho de la UE. Costa así había llegado a la instancia más alta de apelación.